# Nino Frank
 (décembre 2021).
Si vous disposez d'ouvrages ou d'articles de référence ou si vous connaissez des sites web de qualité traitant du thème abordé ici, merci de compléter l'article en donnant les références utiles à sa vérifiabilité et en les liant à la section « Notes et références ».
Pour les articles homonymes, voir Frank.
Nino Frank, de son vrai nom Jacques-Henri Frank, né le 27 juin 1904 à Barletta en Italie, mort le 17 août 1988 à Chevilly-Larue (Val-de-Marne), est un écrivain, traducteur, journaliste et un homme de radio.

## Biographie
Né de parents suisses, Nino Frank s’est installé à Paris en 1923 pour fuir le fascisme. Témoin de la vie littéraire et artistique, il s’est tourné avec éclectisme vers le journalisme, la traduction, le cinéma et la radio. 
Ami de Pierre Mac Orlan, Max Jacob, Léon-Paul Fargue, André Malraux, Blaise Cendrars, il a fondé avec Georges Ribemont-Dessaignes la revue Bifur en 1929. 
Il est l'auteur d'essais sur le cinéma et la littérature, ainsi que de volumes de souvenirs. Ses activités à la radio sont diverses et nombreuses, souvent en collaboration avec Paul Gilson, Blaise Cendrars, Albert Rièra et Frédéric Jacques Temple.
Sa rencontre avec Blaise Cendrars en 1928 a été déterminante. Après avoir contribué à la documentation de Rhum, une biographie de Jean Galmot, Frank participera à l'écriture des trois pièces radiophoniques que Cendrars réunit dans Films sans images (1959). Dans ses souvenirs il évoque souvent le poète dont il publiera les Œuvres complètes au Club français du livre (1969-1971).
En 1946, en référence à la collection Série noire fondée l'année précédente par Marcel Duhamel, il crée l'expression film noir pour désigner le genre policier hollywoodien. Ce terme, depuis les années 1970, s'est imposé internationalement pour désigner le cinéma à suspens dramatique, produit aux États-Unis dans les années 1940 et 1950.
Il meurt le 17 août 1988 à Chevilly-Larue (Val-de-Marne), rue Albert-Thuret, à l'hôpital où l'avait fait hospitaliser son ami le docteur Chadourne et était domicilié à Paris, rue Saint-Honoré. (Archives municipales de Chevilly-Larue, acte n°179/144).

## Œuvres
- Bifur (1929-1931, 8 numéros) ; réimpression par Jean-Michel Place, 2 vol., Paris, 1976.
- Petit cinéma sentimental, préf. Henri Jeanson, Paris, La Nouvelle Édition, 1950.
- Montmartre ou Les Enfants de la folie, illus. Pierre Mac Orlan, Paris, Calmann-Lévy, 1956.
- Les Années 30, Paris, Horay, 1969.
- Mémoire brisée, Paris, Calmann-Lévy, 1967.
- Le Bruit parmi le vent, Paris, Calmann-Lévy, 1968.
- Henri Jeanson en verve, avec Roger Régent, Pierre Horay, 1971.
- 10.7.2. et autres portraits. Souvenirs, Paris, Maurice Nadeau/Papyrus, 1983.
- Ex-Napoléon pièce en quatre actes, en coll. avec Paul Gilson, mise en scène Jean-Jacques Aslanian et Jean Collomb, Festival d'Arras, 1960.

## Filmographie
Scénariste
- 1944 : Service de nuit de Jean Faurez & Belisario L. Randone